# خوان گوئرا (بازیکن فوتبال، زاده ۱۹۹۱)
خوان گوئرا (انگلیسی: Juan Guerra؛ زادهٔ ۸ مارس ۱۹۹۱) بازیکن فوتبال اهل اسپانیا است.
از باشگاه‌هایی که در آن بازی کرده‌است می‌توان به باشگاه فوتبال کوردوبا اشاره کرد.
وی همچنین در تیم ملی فوتبال زیر ۱۸ سال اسپانیا بازی کرده‌است.